# Macairea maroana
Macairea maroana är en tvåhjärtbladig växtart som beskrevs av John Julius Wurdack. Macairea maroana ingår i släktet Macairea och familjen Melastomataceae. Inga underarter finns listade i Catalogue of Life.